# Гней Доміцій Агенобарб (консул 162 року до н. е.)
Гней Домі́цій Агеноба́рб (210 — після 162 року до н. е.) — політичний, державний і військовий діяч Римської республіки, консул-суфект 162 року до н. е.

## Життєпис
Походив з роду нобілів Доміціїв. Син Гнея Доміція Агенобарба, консула 192 року до н. е. 
З 189 до 180 року до н. е. обіймав посаду монетарія. У 170 році до н. е. обрано претором. У 169 році до н. е. за рекомендацією консула Луція Емілія Павла сенат включив Агенобарба до складу комісії з розслідування стану армії та військової ситуації в Греції та Македонії. У 167 році до н. е. став членом комісії децемвірів, які допомагали Емілію Павлу з облаштуванням справ у Македонії. Тоді ж вирушив до Ахаї, де викликав ахейських очільників до Риму.
У 162 році до н. е. обрано консулом-суффектом разом з Публієм Корнелієм Лентулом після того, як обрані консули — Публій Корнелій Сципіон Назіка Коркул та Гай Марцій Фігул — склали свої повноваження через релігійні помилки, які були допущені при їхньому обрані. Подальша його доля невідома.

## Родина
- Гней Доміцій Агенобарб, понтифік.